# Ericeira
Ericeira est une localité touristique portugaise située à 35 km au nord-ouest du centre de Lisbonne, à 18 km de Sintra et à 8 km de Mafra. Paroisse civile de la municipalité de Mafra, elle couvre 12,19 km2 et regroupe 6 597 habitants (en 2001).

## Histoire
Ericeira est le siège d'une municipalité de 1229 à 1855. Elle était constituée à l'origine d'une seule paroisse civile et comptait, en 1801, 2 548 habitants. En 1839, elle est rattachée à la paroisse de Reguengo da Carvoeira. Elle comptait, en 1849, 4 249 habitants.

## Tourisme
Ericeira compte 4 km de plages dont certaines sont considérées comme les meilleurs spots de surf en Europe (Coxos, Ribeira d'Ilhas, Pedra Branca, Reef etc.). Depuis 1985, la plage de Ribeira d'Ilhas accueille chaque année les championnats du monde de Surf.
Le 14 octobre 2011, la côte maritime d'Ericeira a officiellement obtenu le titre de "Réserve mondiale de surf" par l'organisation internationale Save the waves. Ericeira est donc devenue la première ville européenne "réserve mondiale de surf" (world surfing reserve).
Chacas obtient en 2023 le label Meilleurs villages touristiques de l'Organisation mondiale du tourisme.

## Galerie

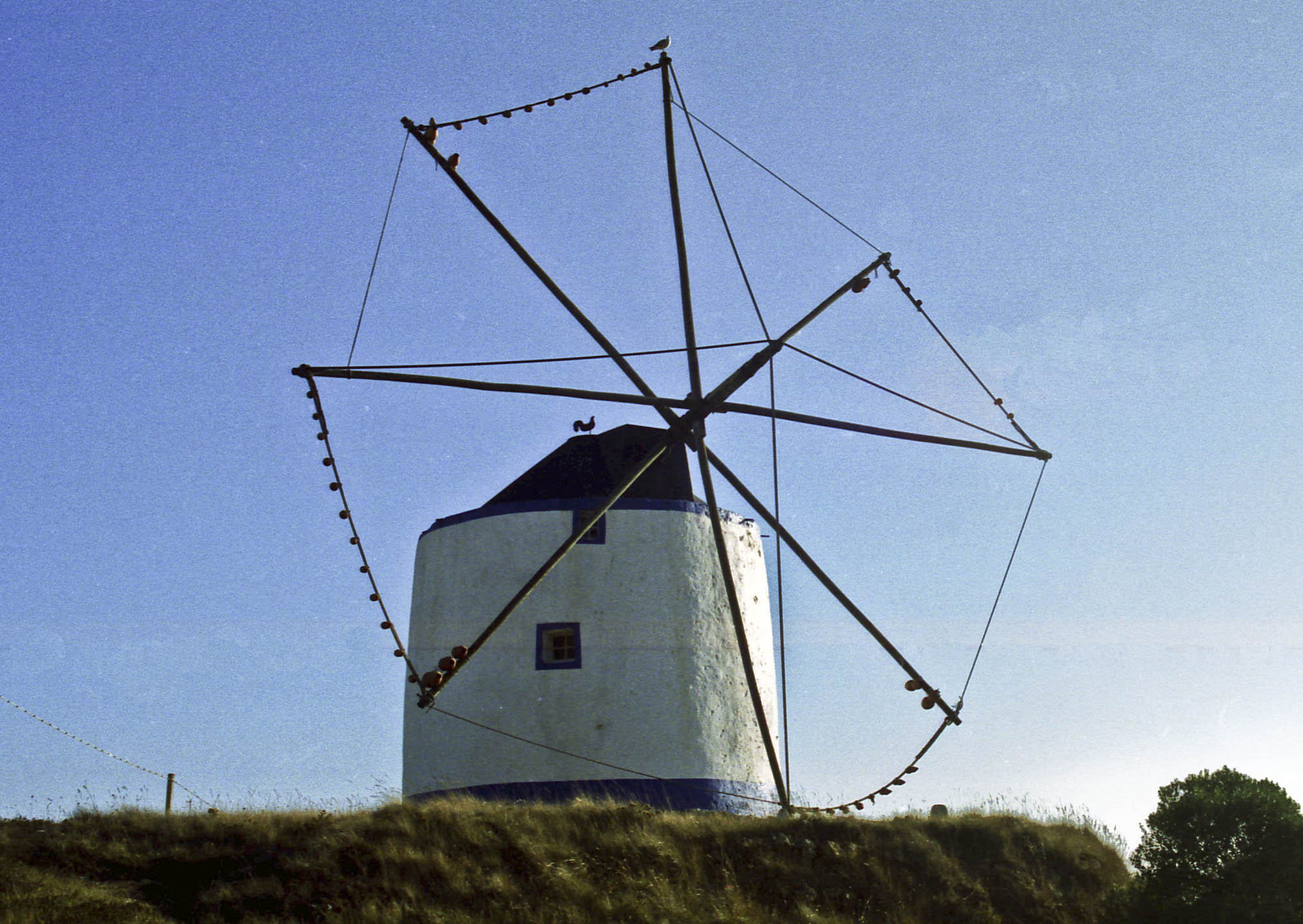
Moulin à vent d'Ericeira
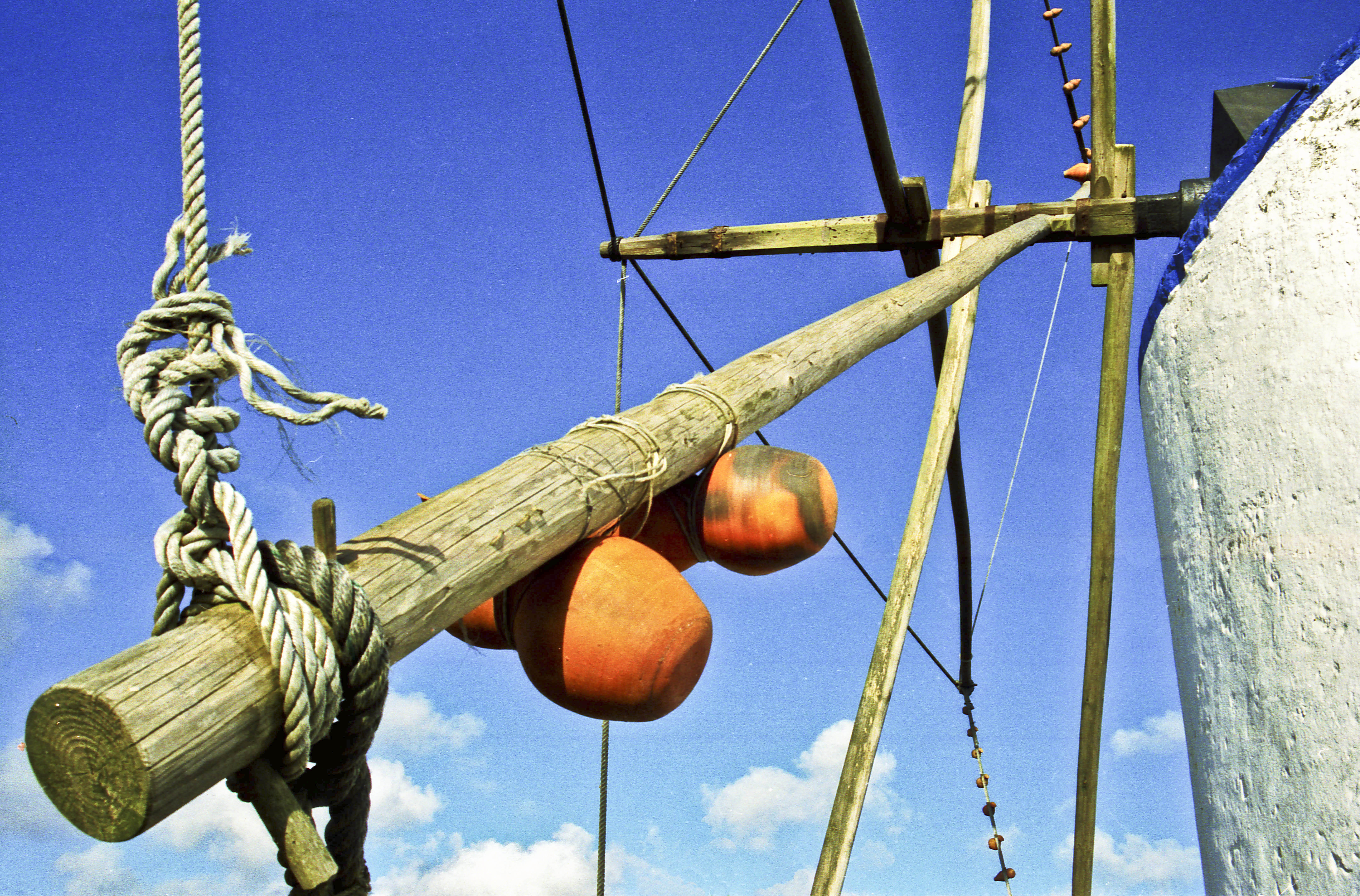
Moulin à vent d'Ericeira, détail
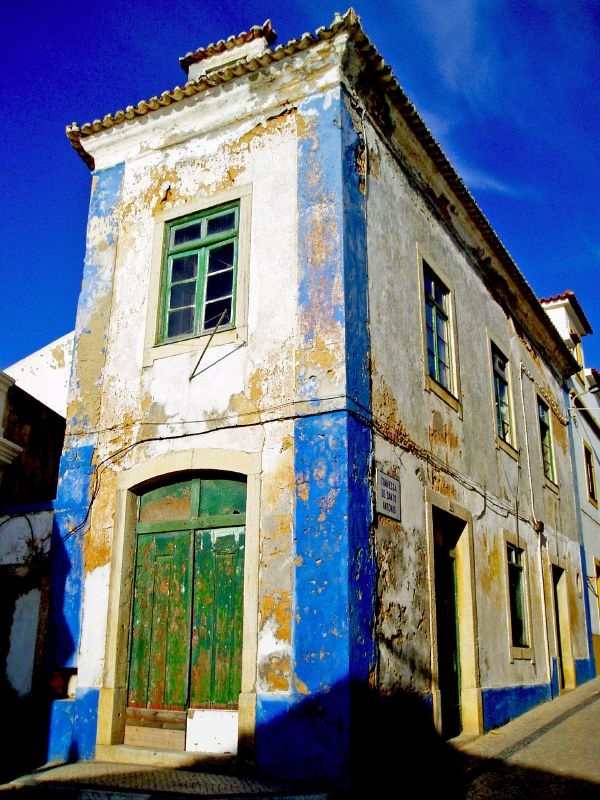
Vieille maison à Ericeira
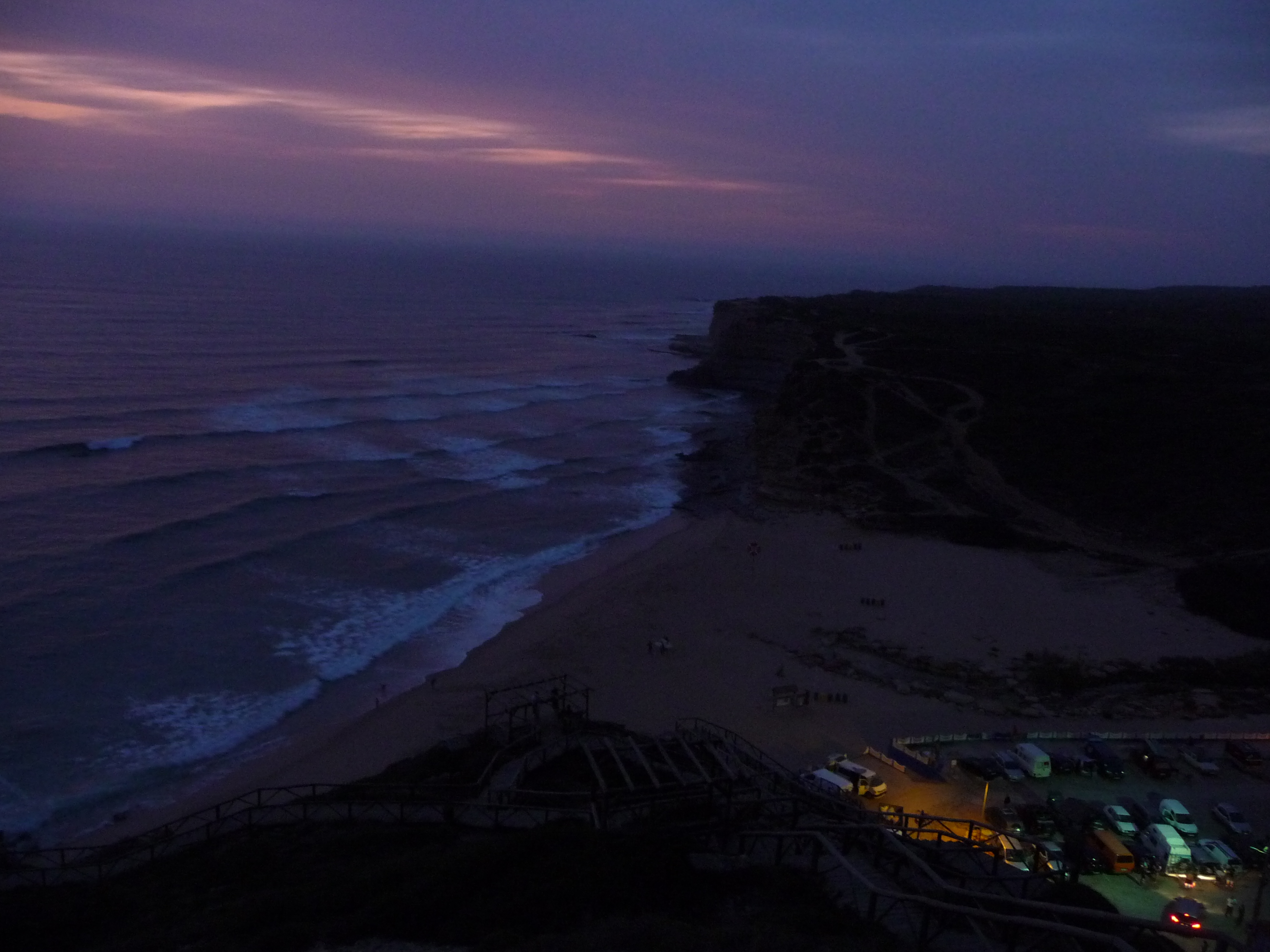
Surf spot Ericeira